# Jim Baird
James Richard Baird, né le 4 juin 1945 à Covington aux États-Unis, est un homme d'affaires et homme politique américain, élu à la chambre des représentants des États-Unis pour la 4e circonscription congressionnelle de l'Indiana. Avant d'entrer au Congrès, Baird a été de 2010 à 2018 un membre de la Chambre des représentants de l'Indiana. Avant cela, il a également été commissaire du comté de Putnam, de 2006 à 2010. Baird est élu à la Chambre le 6 novembre 2018.

## Carrière militaire
Baird sert au sein du Reserve Officers Training Corps de l'université Purdue de 1963 à 1965. Il est ensuite élève-officier de classe 2-70 à Fort Benning et à l'école Jungle Warfare à Panama (en) en Indiana, de 1969 à 1970, et est commissionné à l'infanterie. L'armée américaine renvoie les divisions d'infanterie aux États-Unis quand le sous-lieutenant Baird arrive au Viêt Nam en 1970. En raison du nombre trop important d'officiers d'infanterie, il est assigné à la 523e compagnie de transports (camions légers) dans la vallée Cha Rang. Baird et les autres officiers sont grandement respectés par les hommes puisqu'ils partageaient les mêmes risques et fardeaux. 
Les compagnies de poids lourds du 8e groupe de transports livrent un cargo en passant par la route la plus piégée du Viêt Nam, la QL19, traversant les montagnes centrales au nord de la zone tactique du II Corps. La 523e dispose alors cinq camions armés (en) de cinq tonnes chacun. Le commandant de groupe considère la 523e comme sa meilleure compagnie de camions et lorsqu'on lui ordonne d'envoyer deux compagnies de camions légers au nord vers la zone tactique du I Corps pour l'imminente incursion laotienne, l'opération Lam Son 719, de février à avril 1971, il décide d'envoyer ses meilleurs éléments. La 523e est rattachée au 39e bataillon de transports et stationne au camp de base, abandonné par la marine, Vandergrift. Pendant l'incursion de deux mois et demi au Laos, l'armée nord-vietnamienne tente de faire fermer la route de ravitaillement avec au total vingt-trois guet-apens sur des convois. Baird combat pendant deux des embuscades les plus mortelles de l'opération et perd son bras gauche au cours de l'embuscade du 12 mars 1971,,. Il reçoit la Bronze Star et deux Purple Hearts. En 2012, la 523e compagnie de transports est intronisée au sein du temple de la renommée (Hall of Fame) des transports pour son héroïsme au cours de l'opération Lam Son 719.

## Carrière politique
En 2006, il se présente pour devenir commissaire du comté de Putnam en Indiana et défait le sortant, Dennis O'Hair, à l'élection primaire. Baird représente les townships Marion (en), Greencastle (en), Madison (en) et Clinton (en). Il reste commissaire du deuxième district jusqu'à son élection à la chambre de l'État, en 2010. Nancy Fogle lui succède alors.

## Campagne de 2018 pour la Chambre des représentants
Baird est candidat pour représenter la quatrième circonscription congressionnelle de l'Indiana, en 2018. Le sortant, Todd Rokita, ne se représentait pas pour tenter de devenir, sans succès, sénateur. Jim Baird remporte la primaire républicaine le 8 mai 2018. Il remporte l'élection le 6 novembre suivant.

## Vie privée
En mars 2017, son fils, Beau, est élu président du Parti républicain dans le comté de Putnam. En 2018, Beau est candidat pour succéder à son père à la Chambre des représentants de l'Indiana, et l'emporte le 6 novembre.
Jim Baird vit à Greencastle en Indiana.